# Полет 282 на „Уест Уинд Авиейшън“
Полет 282 на „Уест Уинд Авиейшън“ е редовен вътрешен пътнически полет от летище „Фонд дю Лак“, Фонд дю Лак, до летище „Стони Рапидс“, Стони Рапидс, Саскачеван, Канада, управляван от „Уест Уинд Авиейшън“. На 13 декември 2017 г. самолетът ATR 42-320, който изпълнява полета, започва да губи височина малко след излитане от летище „Фонд дю Лак“ и се удря в земята на 600 м от пистата, което причинява разкъсване на целия фюзелаж. Всички 25 души на борда първоначално оцеляват след катастрофата, но по-късно един пътник умира от нараняванията си в болница.
Година след катастрофата предварителното разследване предполага, че обледяване може да допринесе до голяма степен за инцидента, тъй като летище „Фонд дю Лак“ не разполага с оборудване за адекватно обезледяване. След проведени анкети е установено, че поне 40% от пилотите рядко или никога не обезледяват самолетите си в отдалечени летища. Поради тези открития Съветът за безопасност на транспорта на Канада издава препоръка за по-добра процедура за обезледяване на отдалечени канадски летища. Впоследствие разследващите изключват повреда на двигателя като вероятна причина за катастрофата. Според окончателния доклад причината за инцидента е обледяване.